# Conseil national des Ayllus et Markas du Qullasuyu

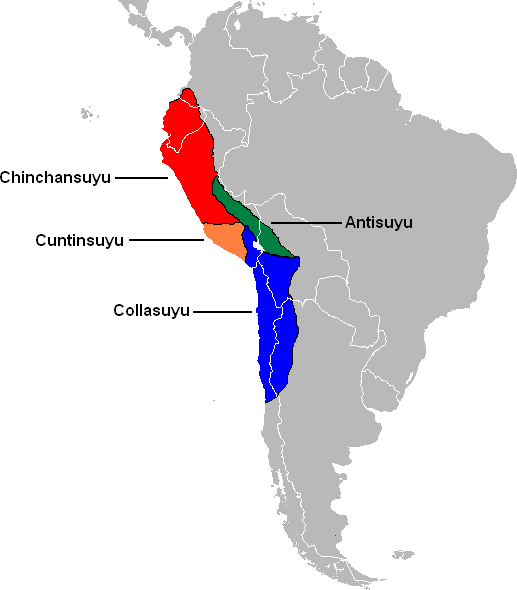
Tahuantinsuyo: Chinchaysuyo (en rouge), Antisuyo (en vert), Contisuyo (en jaune) y Collasuyo (en bleu).

Le Conseil national des Ayllus et Markas du Qullasuyu (CONAMAQ) est l'organisation bolivienne qui chapeaute l'ensemble des markas et des ayllus du Qullasuyu (en bleu dans la carte).

## Histoire
Cette organisation a été constituée officiellement le 22 mars 1997 mais son origine remonte à l'époque précolombienne. Auparavant, le gouvernement du « suyu » était au service de l'empereur inca et était représenté par un gouverneur dénommé suyuyuq qui participait au Conseil Impérial.
De nos jours, cette organisation défend les intérêts des autochtones revendiquant un retour à ces formes d'organisations sociales, juridiques et politiques. La participation active de cette organisation au processus d'introduction du droit autochtone communautaire en Bolivie en est un bon exemple.